# Processions équestres de Pâques

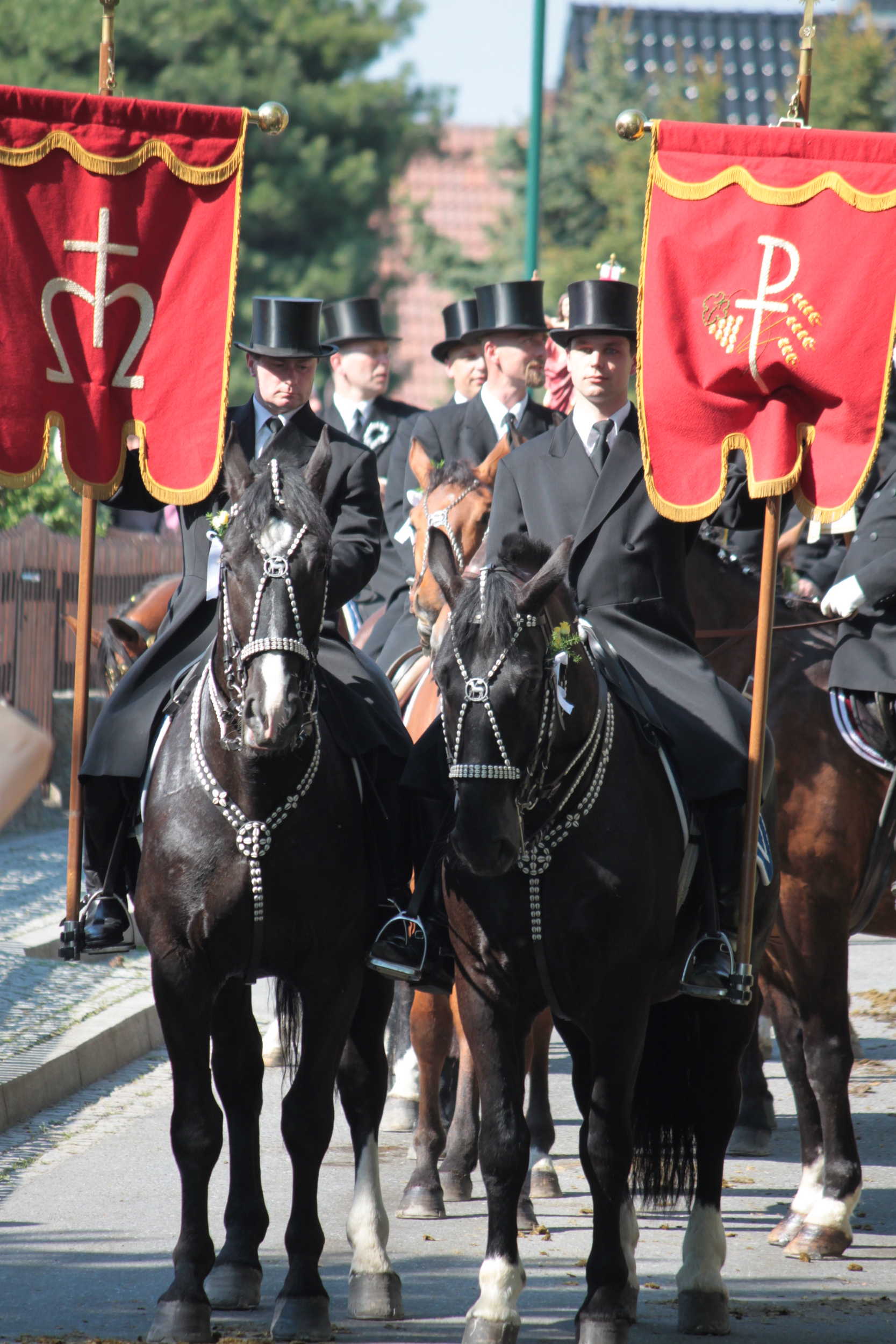
Procession de Pâques à Nebelschütz, en 2011.

Les processions équestres de Pâques constituent une tradition de Pâques suivie dans plusieurs régions d'Europe centrale et notamment chez les Sorabes. Ce sont des processions à cheval en l'honneur de la Résurrection du Christ. Cette tradition est observée dans de nombreux villages de la Haute-Lusace catholique, entre Hoyerswerda, Kamenz et Bautzen, ainsi qu'à Ostritz autour de l'abbaye de Marienthal. Une autre procession a été relancée dans les années 1990, cette fois-ci à Lübbenau en Basse-Lusace protestante.

## Déroulement

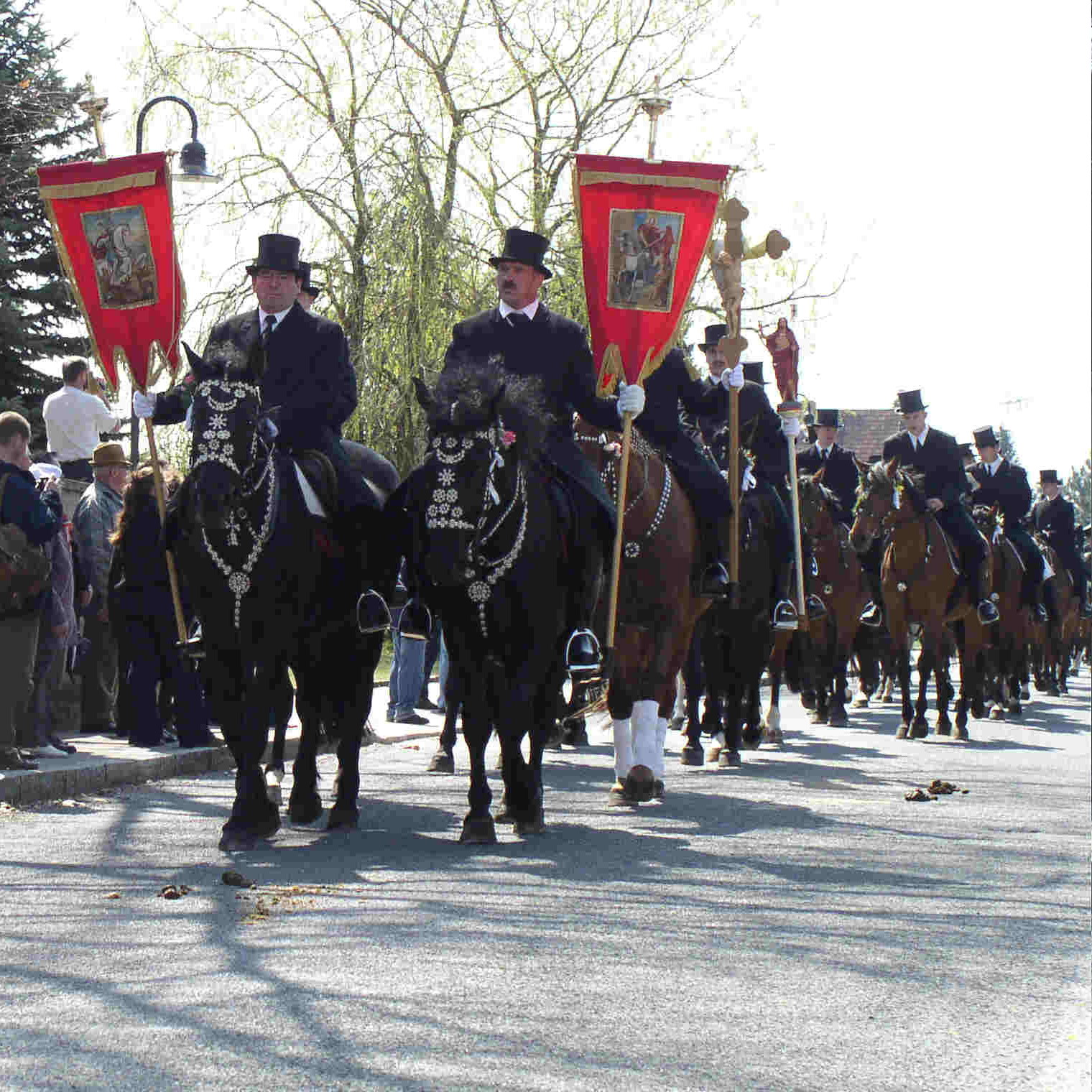
Procession de Pâques à Radibor, en 2006.

Ce sont les hommes qui défilent, vêtus en frac et en chapeau haut-de-forme. Leurs chevaux sont soigneusement toilettés en l'honneur de la Résurrection. Le village visité par la procession a pour coutume de répondre à l'invitation par une procession en retour. Chaque procession, qui comprend parfois deux cents cavaliers, ne doit pas se croiser avec une autre. Les cavaliers en tête de la procession portent les bannières de procession de leur village, suivent ensuite la statue du Christ et la Croix.
La messe de Pâques débute la procession, puis les cavaliers de Pâques (Křižerjo en sorabe) font le tour de l'église du village, sont bénis et partent en ambassade dans d'autres villages en chantant des cantiques en sorabe, en allemand et en latin. Des prières à voix haute sont aussi dites. Arrivés dans le village voisin visité, les cavaliers de Pâques s'arrêtent au cimetière ou devant l'église pour recevoir la bénédiction du prêtre.
Tous les cavaliers de Pâques de la Haute-Lusace sont ensuite invités à une grand-messe le mardi de Pâques à Rosenthal. Le jeune cavalier invité pour la première fois à participer à la procession porte à la boutonnière une cocarde en forme de couronne verte, pour ceux qui y participent depuis vingt-cinq ans et plus, une couronne d'argent, et depuis plus de cinquante ans, une couronne d'or.

## Historique

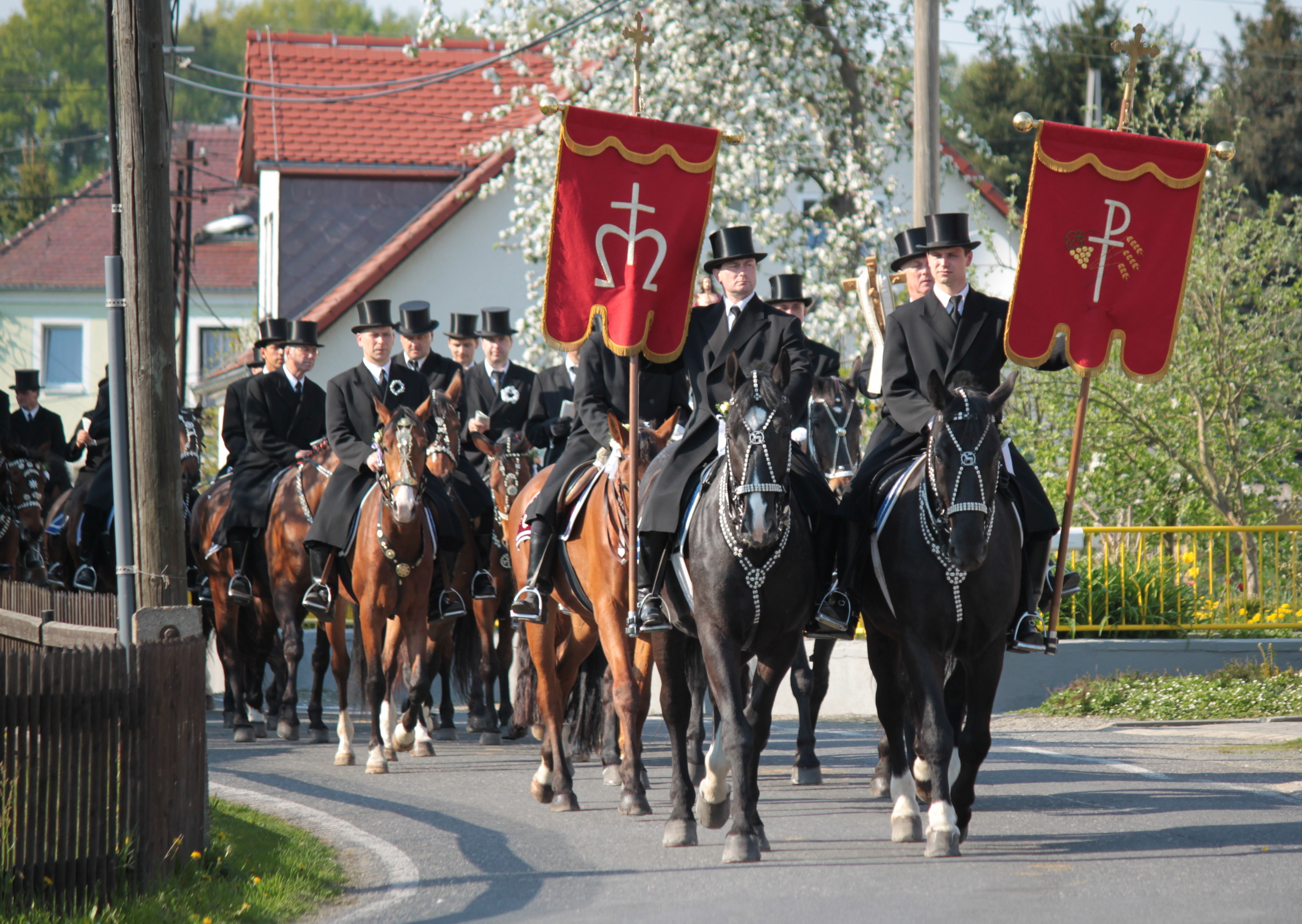
Procession de Pâques à Miltitz en Lusace en 2011.

La tradition de la procession équestre est une version christianisée qui reprend celle des Slaves de l'Elbe païens qui, mille cinq-cents ans auparavant, marquaient ainsi le passage de l'hiver au printemps. Aujourd'hui c'est la ferveur de Pâques qui prime, le passage au printemps étant un symbole du passage au nouveau monde de la foi. On note que les premières processions de Pâques en Lusace datent du XVe siècle entre Hoyerswerda et Wittichenau. Après 1541, celle de Wittichenau se dirige vers Ralbitz car Hoyerswerda entretemps a adopté le luthéranisme qui interdit ces pratiques. C'est la procession la plus ancienne subsistant dans cette région. Elle tombe en désuétude au tournant des années 1970 avec un fond qui atteint en 1974 seulement 487 cavaliers, pour remonter ensuite avec 1 700 cavaliers en l'an 2007 par exemple.

## Processions

### Haute-Lusace

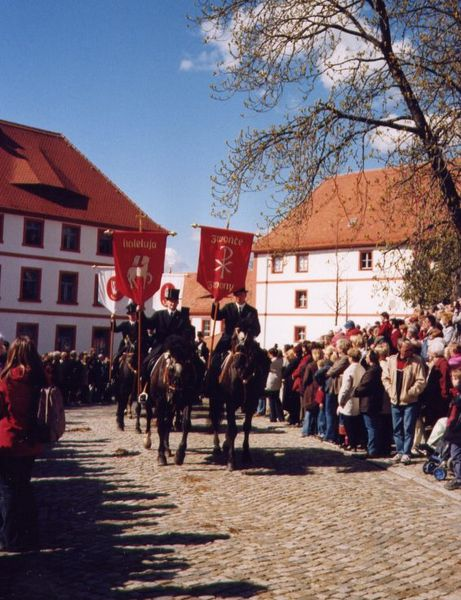
Procession de Pâques arrivant à l'abbaye de Marienthal en 2004.

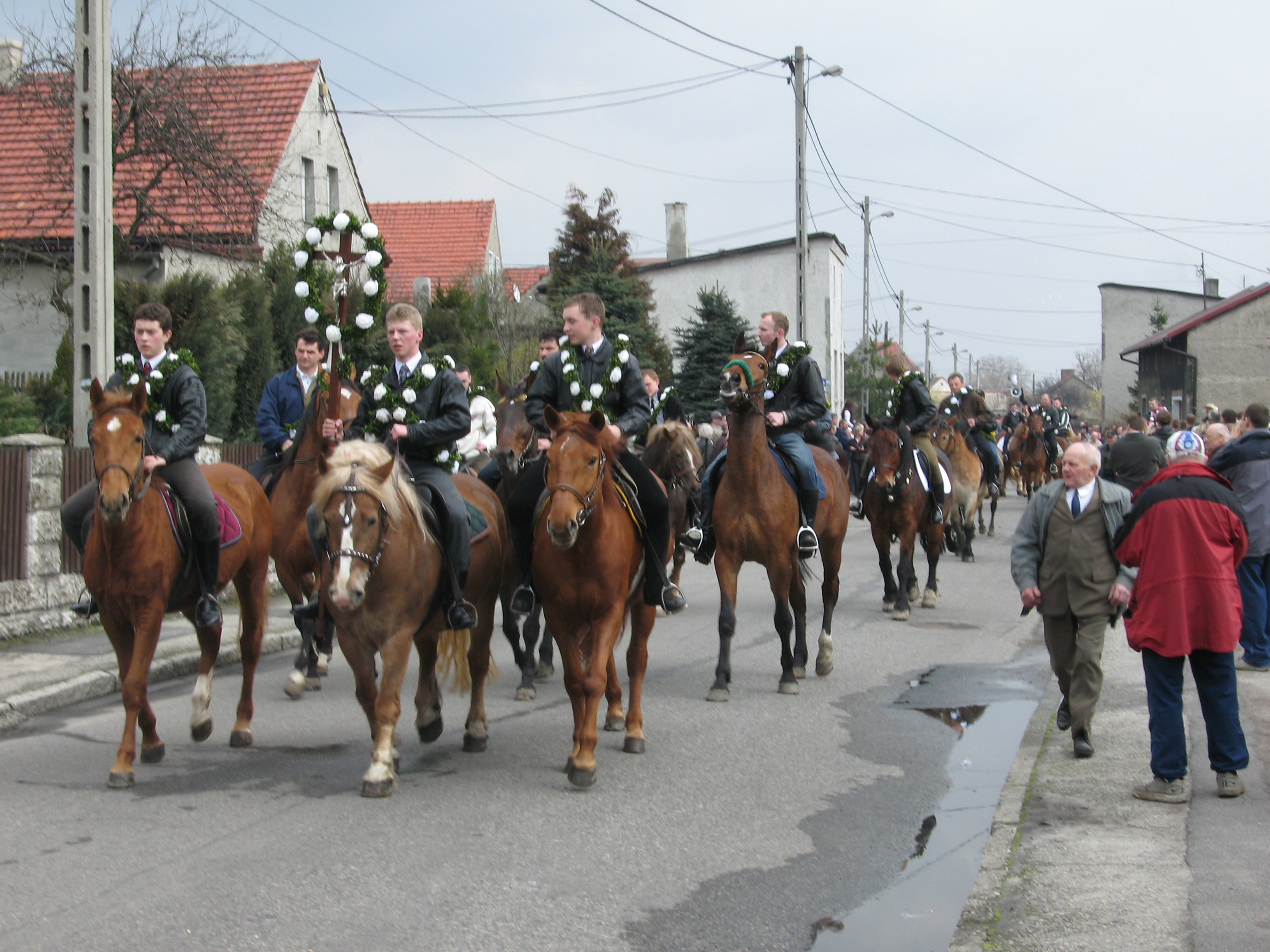
Procession de Pâques à Ostropa en Pologne, en 2006.

Il existe quatre paires de processions et une procession sans invitation de retour. Les itinéraires sont les suivants:
- Ralbitz-Wittichenau
- Crostwitz-Panschwitz-Kuckau
- Radibor-Storcha
- Nebelschütz-Ostro
- Bautzen-Radibor (sans invitation de retour)

La procession de Wittichenau est la seule où la moitié des participants n'est pas d'origine sorabe, mais germanique. Celle de l'abbaye de Marienthal, qui existe depuis 1628, ne se déroule pas en territoire sorabe. Elle se déroule entre Ostritz et l'abbaye de Marienthal et passe par Panschwitz-Kuckau.

### Basse-Lusace
La procession de Pâques entre Zerkwitz et Klein Radden (un quartier de Lübbenau) a été réinstaurée dans les années 1990. Elle se déroule sans invitation de retour.

### Silésie
Il existe en Silésie, aujourd'hui polonaise, plusieurs processions de Pâques:
- Racibórz
- Pietrowice Wielkie
- Zawada Książęca
- Sternalice
- Ostropa
- Bieńkowice
- Biskupice

### Bohême
- Lukavec

## Source
- (de) Cet article est partiellement ou en totalité issu de l’article de Wikipédia en allemand intitulé « Osterreiten » (voir la liste des auteurs).

### Articles liés
- Sorabe
- Procession religieuse
- Procession du Saint-Sang à Weingarten